# سال نو طبری
چهارشنبه

................

۸ فروردین
۱۴۰۲ خورشیدی
۲۸ فردینه ما
۱۵۳۷ طبری
۲۸ مارس
۲۰۲۳ میلادی
۶ رمضان
سال نو تاتها یا نوروز تاتی یا فردینه ماه شو نام جشن سال جدید قوم تات در استان‌های مازندران، گلستان، سمنان، تهران، البرز و شهرستان طالقان می‌باشد که در گاه‌شماری طبری در اولین روز از اولین ماه جدید سال تاتهای طبری که فردینه ماه نام دارد که برابر با دوم مرداد هجری شمسی است در نواحی طبری نشین ایران برگزار می‌شود. به گفته نصرالله هومند طبری‌های تات تبار با سابقه چهار هزار ساله خود یکی از قدیمی‌ترین اقوام ساکن در ایران هستند که پیش از آریایی‌ها در این منطقه زندگی می‌کردند و در طول چهار هزار ساله تاریخ طبرستان، مردم این دیار هیچگاه خودشان را از ایران جدا نمی‌دانستند هر چند به خاطر سابقه تاریخی، تقویمی و زبان؛ حکومتی مستقل داشته‌اند اما خود را جدای از ایران نمی‌دانستند. دوم مرداد ماه هر سال، برابر با یکم فردینه ماه تاتی طبری است که طبری‌های تات و گالش تبار آن را به عنوان آغاز سال نو جشن می‌گیرند. نخسین روز سال تبری هم فردینه ماه نام دارد. نام ماه‌های طبری هم عبارت از: فردینه ماه، کرچه ماه، هره ماه، تیره ماه، ملاره ماه، شروینه ماه، میره ماه، دونه ماه، ارکه ماه، ده ماه، وهمنه ماه و نوروز ماه است. مظفرگنابادی، منجم دربار شاه عباس صفوی جشن تیرماه سیزده کوه‌نشین‌های طبرستان (مازندران) را نوروز طبری قید کرد. مردمان طبری جشن تیرماه سیزده شو را جدا از جشن نوروز طبری که در فردینه ماه شو برگزار می‌شود برگزار می‌کنند.

## نام
نام سال نو جدید در متون قدیم با نام سال طبری شناخته می‌شده‌است و توسط مردم مازندران هم با نام نوروز طبری یا طبری سال شناخته می‌شود. در ۴۴ نسخه خطی مربوط به قرن ۱۰ تا ۱۲ هجری قمری به نوروز طبری اشاره شده‌است. در چاپ‌های سنگی شرح بیست باب ملامظفر گنابادی در شرح جشن آبریزان نام نوروز طبری درج گردیده‌است. در نسخه‌های زرتشتی که در سال ۱۱۳۰ هجری قمری کتابت گردیده‌اند نیز نام نوروز طبری درج گردیده‌است. در نسخه ۶۷۹۸/۲ کتابخانه مجلس کتابت ۱۱۱۷ هجری قمری و نسخه ۲۶۲۱۶ کتابخانه آستان قدس کتابت ۱۱۲۷ هجری قمری به نوروز طبری اشاره گردیده‌است. در نسخه خطی ۸۱۵۲۶۳ کتابت سال ۱۰۳۱ هجری قمری به نوروز طبری اشاره شده‌است. گروهی از مردمان جلگه مازندران سال نو جدید را نوروز مازرونی یا مازرونی سال می‌نامند. این جشن در منطقه چاشم در شمال سمنان با نام نوروز کاردی یا کاردی سال شناخته می‌شود و واژه کارد در زبان طبری شمال سمنان به معنی چوپان می‌باشد. علت این نام گذاری چنین بود که پنج روز مانده به پایان سال طبری، قراردادی سالانهٔ شبانان و دامداران به پیان می‌رسید و مزد و پاداش آنان پرداخت می‌شد. در این پنج روز روز تا آغاز سال نو طبری شبانان به استراحت و جشن و تفریح می‌پرداختند و در دیگر نواحی طبری نشین جنوب البرز همچون قصران، لواسان، شمیران و پاره ای از آبادی‌های طالقان و الموت همین روال و زمان مرسوم بوده‌است.